# 블러드샷 (영화)
《블러드샷》(영어: Bloodshot)은 미국에서 제작된 데이브 윌슨 감독의 2020년 슈퍼히어로 영화이다. 빈 디젤 등이 출연하였다.

## 출연진
- 빈 디젤 - 레이 개리슨 / 블러드샷 역
- 에이사 곤살레스 - 케이티 역
- 샘 휴언 - 지미 돌턴 역
- 토비 케블 - 마틴 액스 역
- 털룰라 라일리 - 지나 개리슨 역
- 러몬 모리스 - 윌프레드 위건스 역
- 가이 피어스 - 에밀 하팅 박사 역
- 요한네스 회이퀴르 요한네손 - 닉 배리스 역
- 앨릭스 허낸데즈 - 마커스 티브스 역
- 시다르트 다난자이 - 에릭 역
- 타메르 부르자크 - 몸바사 총잡이 역

## 기타 제작진
- 배역: 존 팹시데라
- 미술: 톰 브라운
- 의상: 킴벌리 A. 틸먼
- 음향 감독: 폴 N.J. 오터슨(크레디트 미기재)